# Albert Wangerin (Elektrotechniker)
Albert Wangerin (* 7. Juli 1909 in Magdeburg; † 26. März 1985) war Dozent am Institut für Schiffbau an der Universität Hamburg.
Aufgewachsen in Danzig studierte er Elektrotechnik an den Technischen Hochschulen Danzig und München. Sein Diplom von 1936 wurde mit dem Werner von Siemens-Preis ausgezeichnet.
Ab dem 14. April 1933 bis zur Auflösung im November 1935 war Wangerin Mitglied im Stahlhelm (ab 1934: NS-Frontkämpferbund). Dort war er stellvertretender Führer der Hochschulgruppe Danzig. Ab 1939 war er Mitglied der Nationalsozialistischen Volkswohlfahrt sowie ab 1942 des NS-Bundes Deutscher Technik.
Seit 1952 hatte er einen Lehrauftrag für Schiffselektrotechnik an der Technischen Hochschule Hannover und wurde 1963 als ordentlicher Professor an die Technische Universität Hannover berufen. Sein Spezialgebiet war die Schiffselektrotechnik. Er beteiligte sich maßgeblich am Aufbau der Hamburger Hochschule der Bundeswehr. 1975 wurde ihm das Bundesverdienstkreuz am Bande verliehen.

## Veröffentlichungen
- Elektrotechnik auf Handelsschiffen ; mit Hans-Joachim Kosack; Springer Verlag Berlin, 1956